# 世界プチくら!
『世界プチくら!』（せかいプチくら）は、2003年10月17日から同年11月28日までテレビ朝日系列で放送されていた紀行番組である。
朝日放送テレビ（ABCテレビ）とテレビマンユニオンの共同制作番組。放送時間は、毎週金曜21:00 - 21:54（JST）。
『サムズアップ人生開運プロジェクト』（2003年4月 - 9月）の後番組として開始された。平均視聴率は5.2％。

## 番組概要
世界各都市に女性レポーター「プチくらさん」を1週間滞在させ、その地で若さや美しさを保つための方法を探してくるというもの。タイトルの「プチくら」とは、短期滞在旅行（プチ・暮らす）を意味している。

## 出演者
レギュラー
- みのもんた
- 優香
- 藤村俊二（ナレーター　クレジットでは「語り」）
- 村井かずさ（ナレーター）

プチくらさん
- 大沢舞子（ベトナム・ホーチミン、2003年10月17日）
- 松井涼子（アメリカ・ニューヨーク、2003年10月24日）
- 倉本康子（トルコ・イスタンブール、2003年10月31日）
- 石橋けい（フランス・パリ、2003年11月7日）
- 黒沢ゆう子 （京都・西陣、2003年11月14日）
- 宮崎京（イタリア・フィレンツェ、2003年11月28日）

## 主題歌
- オープニング：「NATURAL」　演奏：瀬木貴将
- エンディング：「ゆらりゆらり」　歌：Cry&Feel it

## スタッフ
- ディレクター：小林正樹、佐藤憲正
- 構成：関秀章、古井知克、野村安史、大村たかゆき、工藤ひろこ、中丸智司、マツピロ

〈ロケ技術〉
- 撮影：対馬ヒロミ、小松正一
- VE：妹尾泰祐、安澤健
- コーディネート：VIETNAM FOREIGN PRESS CENTER、m&m media services、Margherita Savarese

〈スタジオ技術〉
- 技術プロデューサー：中村彰
- TD：岡本隆嗣
- 撮影：鈴木富夫
- VE：吉田崇
- 音声：森永茂
- 照明：佐藤浩栄
- 美術デザイン：根本研二
- 美術制作：渡辺勝
- 美術進行：林政之（ING）
- 大道具：樋口雄一郎
- 操作：安楽信行
- 装飾：山口武治
- 電飾：廣瀬俊雄
- メイク：山田かつら
- モニター：インターナショナルクリエイティブ
- 美術協力：大塚家具
- タイトルロゴ：宮井勇気
- タイトルCG：アニメーション・スタッフルーム
- VTR編集：奥田恵夫、高橋勇志
- MA：竹岡良樹、西村善雄
- 音響効果：井田栄司
- TK：阿部直子
- 広報：相馬洋（ABC）
- 衣裳：御法川靖子
- デスク：松原幹（ABC）、飯田礼聖
- FD：小山清悟
- リサーチ：金井真紀、成田律
- 演出補：太田由貴、城後真紀
- 制作補：津田環
- 協力：井口高志（電通）
- 音楽プロデューサー：友野久夫
- 海外プロデューサー：大森裕子
- 制作プロデューサー：高木昇
- スタジオ演出：内山雄人、松葉直彦
- プロデューサー：奈良井正巳（ABC）、清水雄一郎（ABC）、岸善幸（テレビマンユニオン）、杉田浩光（テレビマンユニオン）
- 企画：石原康男（ABC）
- チーフプロデューサー：藤田和弥（ABC）
- 制作：ABC、テレビマンユニオン